# 4식 전투기
4식 전투기(일본어: 四式戦闘機)는 제2차 세계 대전 당시에 일본 제국 육군이 운용한 전투기로 시제품 명칭은 Ki-84이다. 애칭은 일본어로 "질풍"이라는 뜻을 가진 하야테(일본어: 疾風)이며 연합군의 코드 네임은 프랭크(Frank)이다.
개발사는 나카지마 비행기이다. 일본 제국 육군의 전투기 중에서 가장 충실한 조종사 방호 장비를 갖춘 것이 특징이다. 또한 일본 제국 육군이 실전에 투입한 전투기 중에서 가장 빠른 속도(687km/h)를 갖췄다.

## 제원
- 전장: 9.92m
- 전폭: 11.238m
- 전고: 3.385m
- 익면적: 21.00m2
- 엔진: 나카지마 Ha-45-21 공랭식 18기통 성형 엔진 (1,522kW, 2000마력)
- 중량: 3,601.5kg
- 최대속도: 687km/h(미국 테스트 결과)
- 무장: 기수 - 12.7mm 기관총 2정, 주익 - 20mm 기관포 2문
- 항속거리: 1,695km

## 개발
1942년 초, Ki-84의 설계는 나카지마 Ki-43 하야부사를 대체하기 위한 일본 육군 항공대의 요구 사항을 충족시키고 막 취역하기 시작했다. 이 사양은 Ki-43의 기동성과 최고의 서양 전투기에 필적하는 성능, 그리고 강력한 화력을 결합해야 할 필요성을 인식했다. Ki-84는 1943년 3월에 처음 비행을 시작했고, 그 다음 달에 나카지마의 오타 공장에서 인도가 시작되었다. 설계 자체는 견고했지만 숙련된 조종사, 고옥탄가 항공유와 원자재를 확보하는 데 어려움이 증가하고, 비숙련공의 제조로 인해 종종 전투기가 이 분야에서 최대 잠재력에 도달하지 못했다.
Ki-84의 설계는 일반적이고 기동성이 뛰어난 Ki-43 하야부사에 대한 가장 일반적인 불만 사항을 해결했다: 불충분한 화력, 열악한 방어 철판, 그리고 상승 속도의 부족. 
Ki-84는 직물로 덮인 제어 표면을 제외하고 모든 금속 구조의 캔틸레버의 낮은 날개 단일체형 비행기였다. 무장은 두 개의 동체 장착, 동기화된 12.7mm 기관총과 두 개의 날개 장착 20mm 기관포로 구성되어 있었는데, 이는 Ki-43 하야부사에 사용되었던 두 개의 12.7mm 기관총보다 상당히 향상된 것으로 입증되었다. 방어 장갑은 하야부사 조종사들에게 Ki-43의 봉인되지 않은 날개 탱크와 가벼운 합금 기체보다 더 나은 보호를 제공했다. 게다가, Ki-84는 65mm (2.56인치) 갑옷 유리 캐노피, 13mm 머리와 등 갑옷, 그리고 여러 개의 격벽을 동체에 사용하여 메탄올-물 탱크(슈퍼차저의 효율을 높이기 위해 사용됨)와 중앙에 위치한 연료 탱크를 모두 보호했다.
하야테는 1941년 처음 군사용으로 채택된 나카지마 사의 35.8리터(2,180큐인) 공랭식 18기통 방사형 엔진으로, 하야테에게 빠른 속도와 뛰어난 전투력을 선사했다. 많은 일본 항공기에 공통적으로 적용되는 나카지마 호마레 엔진에서 파생된 하야테는 카부레티드 모델 21과 연료 분사 모델 23을 포함한 여러 버전의 호마레 엔진을 사용했다. 대부분의 호마레 엔진은 이륙 시 Ki-84에 정격 1,491kW(2,000마력)를 주기 위해 과급기를 보조하기 위해 물 분사를 사용했다. 이러한 조합은 이론적으로 연합군 최고 전투기와 대략적으로 경쟁할 수 있는 상승 속도와 최고 속도를 제공했다. 1943년 초여름 타치카와에서 테스트를 진행한 후나바시 중위는 두 번째 프로토타입에서 최대 공기 속도 624km/h(387mph)에 도달했다. 1946년 미국 기술 정보국은 호마레 45, 모델 21 엔진을 벤치 테스트하고 96 옥탄 AvGas와 메탄올 분사를 사용하여 엔진의 최대 출력을 검증했다.
하지만 육군의 3식 전투기 히엔과 같은 문제점을 가지고 있었다. 그것은 1800마력급의 Ha-45 공랭식 성형엔진의 문제점 때문이었다. 이 엔진은 신뢰성이 매우 떨어졌으며 출력이 들쑥날쑥해서 조종사들로부터 '예측불허의 변덕쟁이'라는 악평까지 받는 물건이었다. 출력은 강력했지만 연료 공급계통이 계속 문제를 일으켜 엔진이 출력저하를 일으키는 것은 그렇다하더라도 비행중에 갑자기 정지해버리는 치명적인 경우까지 속출했다.
한 일본군 조종사는 이런 말을 하기까지 했다.
```
* 1945년에 생산된 하야테의 조종석에는 절대 타지 마라. 최근에 생산된 녀석들일수록 불량품이 더 많아서 언제 추락할지 모르는 시한폭탄같은 것들이다. 차라리 1944년에 생산된 초기형이 더 믿을만하다.
```

오죽하면 당시 정비병들 수기에는 보급받은 조악한 수준의 하야테 여러 대를 분해해서 그나마 멀쩡한 하야테 한 대를 만들거나 정비하는 게 일상이라는 언급도 있다.

## 실전
1944년 말 레이테만 전투에서 처음으로 중요한 작전을 수행한 순간부터 태평양 전쟁이 끝날 때까지 전투가 격렬한 곳이면 어디든 Ki-84가 투입되었다. 22 센타이는 생산용 하야테를 다시 장착했다. 고고도 성능은 충분하지 않았지만 중저고도에서 좋은 성과를 거두었다. 미 공군 제14공군에 대항한 전투기로 단숨에 명성을 떨쳤다. 전투기-폭격기 기종도 투입됐다. 1945년 4월 15일, 하야테 11대가 오키나와의 미군 비행장을 공격해 지상의 많은 항공기가 파괴되었다.
전쟁의 마지막 해에 Ki-84, Ki-100 (본질적으로 인라인 파워 가와사키 Ki-61의 방사형 엔진 버전)과 가와니시의 N1K2-J는 새로운 연합군 전투기에 가장 적합한 세 대의 일본 전투기였다.

## 같이 보기
- 3식 전투기
- 2식 단좌전투기
- 포케불프 Fw 190
- 가와니시 N1K
- 5식 전투기
- 미쓰비시 A7M
- P-51 머스탱
- P-47 선더볼트
- 야코블레프 Yak-9
- 보우트 F4U 콜세어